# Jan Joosten (erudito bíblico)
Jan Joosten (nacido el 17 de mayo de 1959 en Ekeren, Bélgica) es un erudito bíblico. Desde 2014, ha sido Profesor Regio de hebreo en la Universidad de Oxford hasta su destitución en junio de 2020, después de haberle juzgado y condenado por posesión y descarga de material pornográfico infantil. Anteriormente fue profesor del Antiguo Testamento en la Universidad de Estrasburgo. Fue miembro de la Sociedad de Literatura Bíblica y editor jefe de la revista Vetus Testamentum hasta junio de 2020.
Jan Joosten terminó sus estudios en 1981 en Bruselas. Sus áreas de interés son la Septuaginta, las versiones siríacas de la Biblia, un manuscrito bíblico encontrado en Qumran y el Diatesarón.

## Condena por pornografía infantil
El 18 de junio de 2020, Jan Joosten fue juzgado por el tribunal de justicia criminal de Saverne (Francia) por haber descargado 27.000 imágenes y 1.000 vídeos con contenido pornográfico infantil, en algunos de los cuales se mostraban violaciones a niños. Los archivos fueron acumulados durante un período de seis años (2014-2020). Durante el juicio, el acusado confesó el delito describiéndolo como "a secret garden, in contradiction with myself" ('un jardín secreto, en contradicción conmigo mismo'), para lo que se hacía eco de una cita bíblica del Cantar de los Cantares (4,12). Fue condenado a un año de prisión, obligado a un programa de ayuda psiquiátrica de tres años e ingresado en el registro de delincuentes sexuales. El día 25 de junio, Jan Joosten subió una declaración a su cuenta personal de academia.edu confesando públicamente lo sucedido y pidiendo disculpas por lo que ha denominado "una adicción".

## Obras
- "The Syriac Language of the Peshitta and Old Syriac Versions of Matthew. Syntactic Structure, Inner-Syriac Developments and Translation Technique", Studies in Semitic Languages and Linguistics 22 (Leiden, Brill, 1996)
- "People and Land in the Holiness Code. An Exegetical Study of the Ideational Framework of the Law in Leviticus 17-26", Supplements to Vetus Testamentum 67 (Leiden, Brill, 1996)
- "Édition (avec Ph. Le Moigne) des actes du colloque Aspects de la Bible grecque", dans la Revue des Sciences Religieuses 280 (1999), p. 132-228.
- En collaboration avec Eberhard Bons et Stephan Kessler, Les Douze Prophètes. Osée, La Bible d'Alexandrie 23, 1 (Paris, Cerf, 2002).
- "The Dura Parchment and the Diatessaron", Vigiliae Christianae, 57, (2003), 159-175.
- "En collaboration avec Philippe Le Moigne, L'apport de la Septante aux études sur l'Antiquité". Actes du colloque de Strasbourg 8 et 9 novembre 2002, Lectio Divina 203 (Paris, Cerf, 2005).